# Saint-Saturnin (Puy-de-Dôme)
Saint-Saturnin is een gemeente in het Franse departement Puy-de-Dôme (regio Auvergne-Rhône-Alpes). De plaats maakt deel uit van het arrondissement Clermont-Ferrand. Saint-Saturnin telde op 1 januari 2022 1.167 inwoners.

## Geografie
De oppervlakte van Saint-Saturnin bedroeg op 1 januari 2022 16,86 vierkante kilometer; de bevolkingsdichtheid was toen 69,2 inwoners per km².

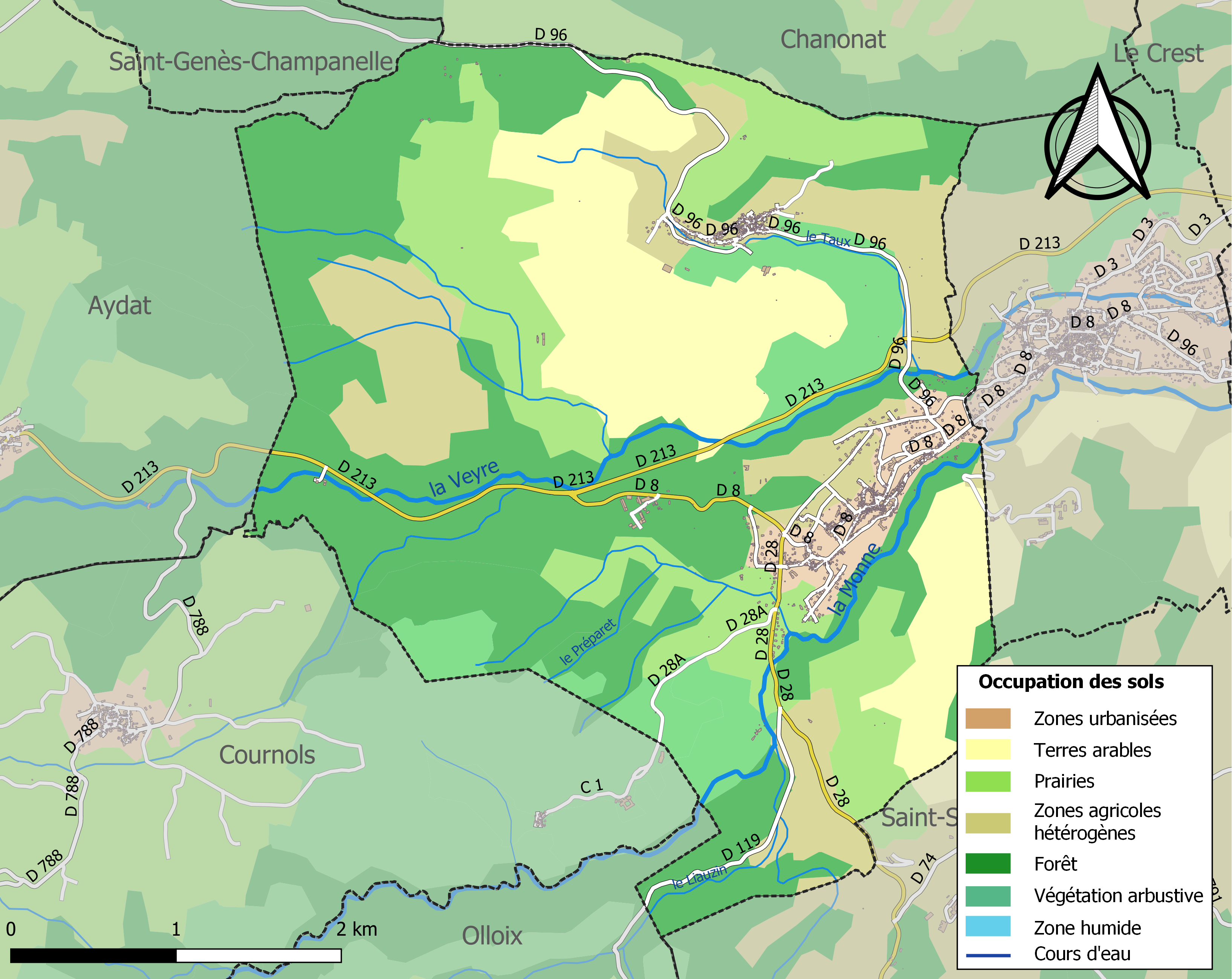
Kaart van de gemeente met belangrijkste infrastructuur, bodemgebruik en omliggende gemeenten

## Demografie
Onderstaande figuur toont het verloop van het inwonertal (bron: INSEE-tellingen).